# Rosa Ramírez Guerrero
Rosa Ramírez Guerrero (El Paso, 14 de noviembre de 1934) es una educadora, artista e historiadora estadounidense de ascendencia mexicana, reconocida por haber fundado el Grupo Internacional de Danza Folclórica y por sus programas de danza multicultural, presentados en todo el país y en la película Tapestry. Fue admitida en el Salón de la Fama de las Mujeres de Texas en el año 2002 recibió el Reconocimiento Ohtli por el Gobierno de México.

## Biografía

### Primeros años y estudios
Guerrero nació y se crio en El Paso, Texas, hija de padres mexicanos. Empezó a interesarse por la danza a una temprana edad, y durante sus años de colegio manifestó su deseo de convertirse en educadora. Asistió a la Escuela Secundaria de El Paso, donde se graduó en 1953, y más tarde a la Universidad de Texas en El Paso (UTEP) con una beca de danza, graduándose en 1957. De esta forma se convirtió en la primera de su familia en obtener tanto la licenciatura como la maestría, especializándose en educación primaria y secundaria para su licenciatura y en educación bilingüe para su maestría.

### Carrera
Inició su carrera en el Distrito Escolar Independiente de El Paso (EPISD) con la ayuda del educador Hibbard Polk a principios de la década de 1950. Terminó enseñando en las escuelas de El Paso durante unos veinte años, haciendo la mayor parte de su enseñanza en la Escuela Secundaria de Austin. Guerrero creó el Grupo Internacional de Danza Folclórica, la primera agrupación de ballet folclórico de El Paso, en 1970. Cuatro años después el grupo registró una aparición en una película llamada Tapestry, la cual describe la forma en que se utilizan las danzas folclóricas de todo el mundo para celebrar la diversidad. La película ganó el premio de cine Golden Eagle en 1974 y fue exhibida en el Festival de Cine de Nueva York. El Grupo Internacional de Danza Folclórica ha aparecido en la serie Good Morning America y se ha presentado en el Kennedy Arts Center, entre otros importantes sitios y eventos.
En 1993 se convirtió en la primera educadora en vida y la primera mujer hispana en El Paso en tener una escuela con su nombre. Un año después fue admitida en el Salón de la Fama de las Mujeres de Texas y más tarde en el Salón de la Fama de las Mujeres de El Paso. Obtuvo además el Reconocimiento Ohtli entregado por el gobierno mexicano en el año 2002.
Guerrero se retiró de sus actividades profesionales en el año 2015.